# Otomys dartmouthi
Otomys dartmouthi és una espècie de mamífer rosegador de la família dels múrids. És endèmic de les muntanyes Ruwenzori (Uganda i República Democràtica del Congo), on viu a altituds d'entre 3.300 i 3.900 msnm. De tant en tant se'l considera part de O. irroratus o O. typus, però es diferencia d'aquest últim pel fet de tenir sis làmines a la tercera molar superior (en lloc de vuit o nou). També és més petit i té el pelatge més fosc i llanós.
L'espècie fou anomenada en honor de William Legge, 6è comte de Dartmouth.